# Fresnes-en-Saulnois
Fresnes-en-Saulnois är en kommun i departementet Moselle i regionen Grand Est (tidigare regionen Lorraine) i nordöstra Frankrike. Kommunen ligger i kantonen Château-Salins som tillhör arrondissementet Château-Salins. År 2022 hade Fresnes-en-Saulnois 197 invånare.

## Befolkningsutveckling
Antalet invånare i kommunen Fresnes-en-Saulnois
| Referens: INSEE |